# Leichtathletik-Weltmeisterschaften 2015/Diskuswurf der Männer

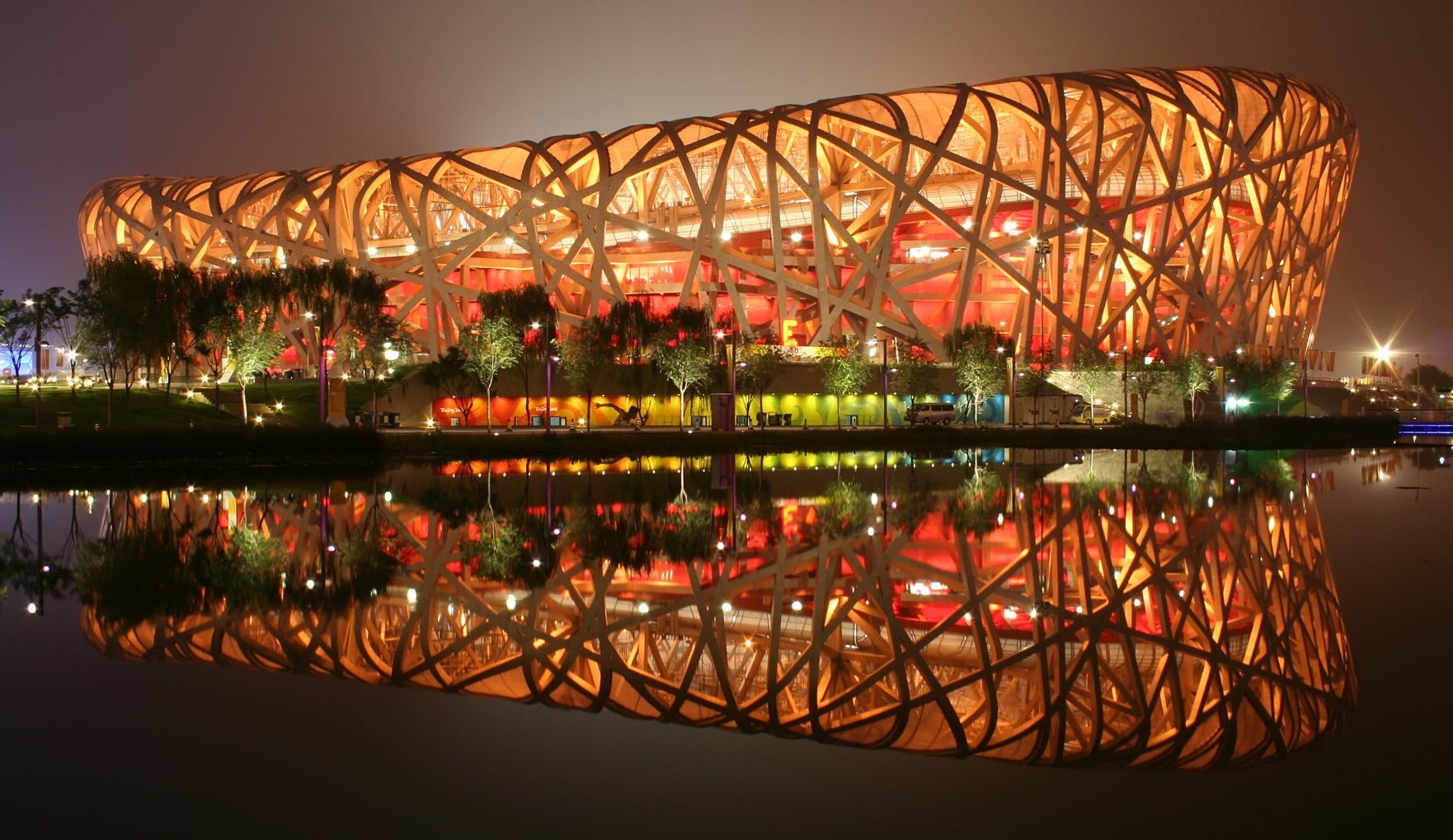
Das Nationalstadion Peking während der Weltmeisterschaften

Der Diskuswurf der Männer bei den Leichtathletik-Weltmeisterschaften 2015 wurde am 27. und 29. August 2015 im Nationalstadion der chinesischen Hauptstadt Peking ausgetragen.
Die polnischen Diskuswerfer errangen in diesem Wettbewerb mit Gold und Bronze zwei Medaillen. Zu seinem ersten WM-Gold kam der zweifache Vizeweltmeister (2009/2013), Olympiazweite von 2008 und Europameister von 2010 Piotr Małachowski.

Er gewann vor dem Belgier Philip Milanov.
Bronze ging an den EM-Dritten von 2014 Robert Urbanek.

## Bestehende Rekorde
| Weltrekord               | Jürgen Schult     | 74,08 m | Neubrandenburg, DDR (heute Deutschland) | 6. Juni 1986   |
| Weltmeisterschaftsrekord | Virgilijus Alekna | 70,17 m | WM in Helsinki, Finnland                | 7. August 2005 |

Der bestehende WM-Rekord wurde bei diesen Weltmeisterschaften nicht eingestellt und nicht verbessert.
Es wurde ein Landesrekord aufgestellt:

66,90 m – Philip Milanov (Belgien), Finale

## Legende
Kurze Übersicht zur Bedeutung der Symbolik – so üblicherweise auch in sonstigen Veröffentlichungen verwendet:
| – | verzichtet |
| x | ungültig   |

## Qualifikation
Die Qualifikation wurde in zwei Gruppen durchgeführt. Die Qualifikationsweite betrug 65,00 m. Da nur zwei Athleten diese Weite übertrafen (hellblau unterlegt), wurde das Finalfeld mit den nächstbesten Athleten beider Gruppen auf zwölf Werfer aufgefüllt (hellgrün unterlegt). So war für die Finalteilnahme schließlich eine Weite von 62,48 m zu erbringen.

### Gruppe A

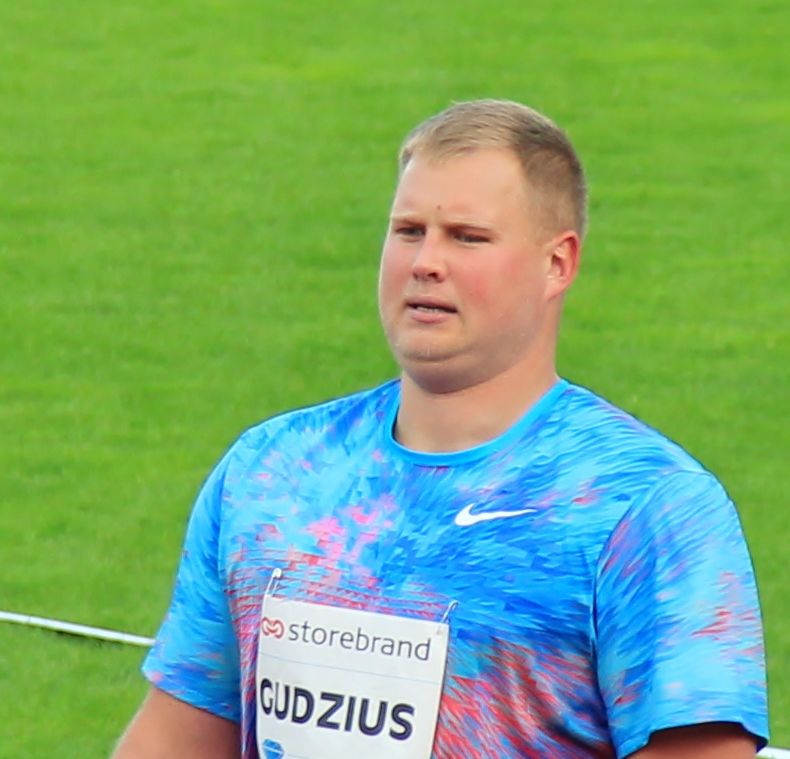
Andrius Gudžius erzielte 62,22 m und scheiterte damit in der Qualifikation

27. August 2015, 9:30 Uhr Ortszeit (3:30 Uhr MESZ)
| Platz | Athlet              | Land        | 1. Versuch | 2. Versuch | 3. Versuch | Weite (m) |
| ----- | ------------------- | ----------- | ---------- | ---------- | ---------- | --------- |
| 01    | Fedrick Dacres      | Jamaika     | 65,77      | –          | –          | 65,77     |
| 02    | Piotr Małachowski   | Polen       | x          | 59,08      | 65,59      | 65,59     |
| 03    | Apostolos Parellis  | Zypern      | 63,93      | 64,41      | 63,25      | 64,41     |
| 04    | Vikas Gowda         | Indien      | 63,86      | 63,84      | x          | 63,86     |
| 05    | Philip Milanov      | Belgien     | x          | 62,20      | 63,85      | 63,85     |
| 06    | Daniel Ståhl        | Schweden    | 62,66      | 61,22      | 62,06      | 62,66     |
| 07    | Julian Wruck        | Australien  | 60,84      | 60,80      | 62,63      | 62,63     |
| 08    | Victor Hogan        | Südafrika   | 62,41      | x          | 62,33      | 62,41     |
| 09    | Andrius Gudžius     | Litauen     | 59,64      | 58,25      | 62,22      | 62,22     |
| 10    | Martin Kupper       | Estland     | 60,23      | 61,59      | 59,98      | 61,59     |
| 11    | Zoltán Kővágó       | Ungarn      | 56,19      | x          | 61,37      | 61,37     |
| 12    | Martin Wierig       | Deutschland | 61,35      | x          | x          | 61,35     |
| 13    | Lukas Weißhaidinger | Österreich  | 60,68      | 61,26      | 60,62      | 61,26     |
| 14    | Ronald Julião       | Brasilien   | 61,02      | 59,71      | 59,28      | 61,02     |
| NM    | Rodney Brown        | USA         | x          | x          | x          | ogV       |

Weitere in Qualifikationsgruppe A ausgeschiedene Diskuswerfer:

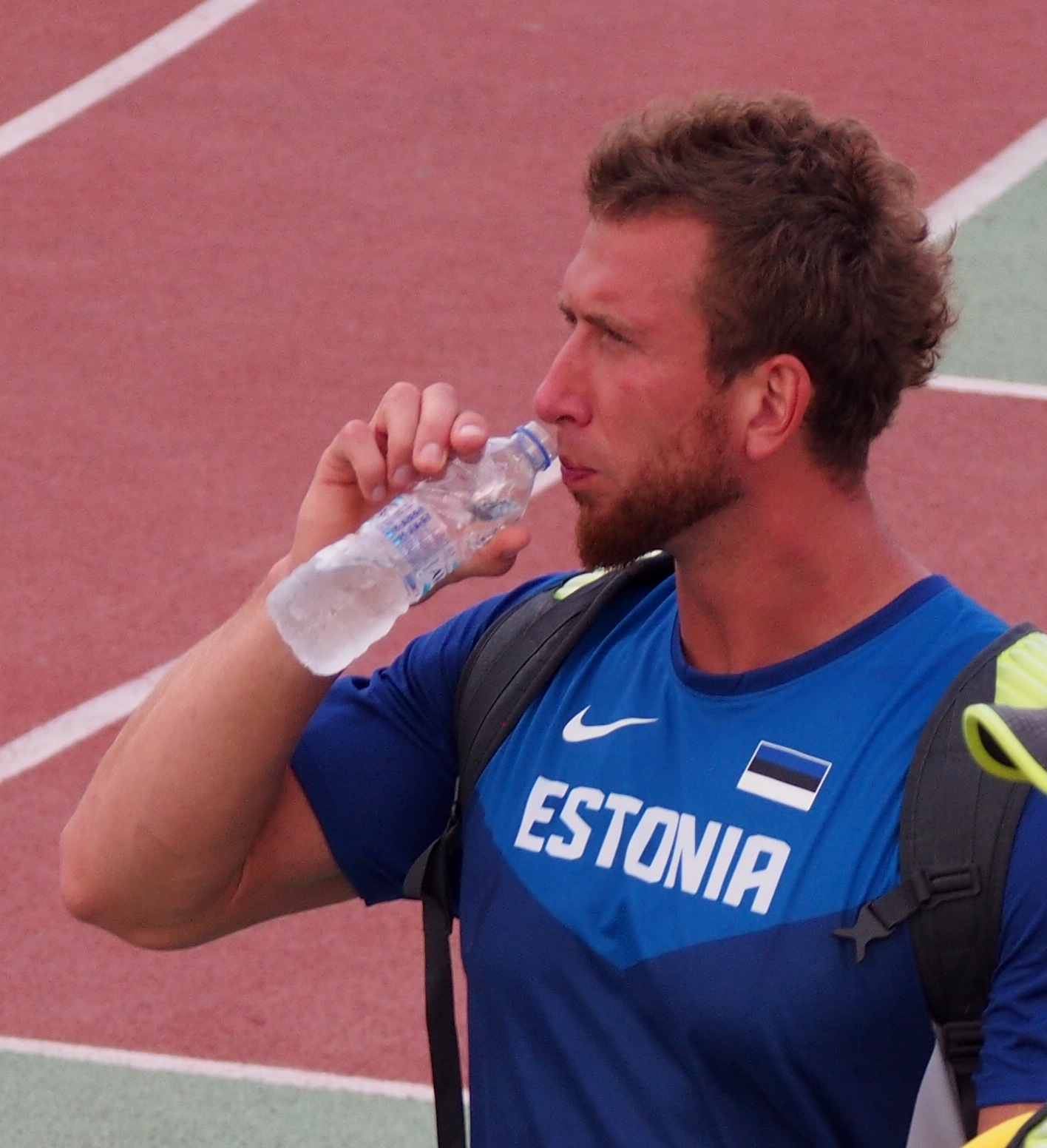
Martin Kupper erreichte mit seinen 61,59 m nicht das Finale
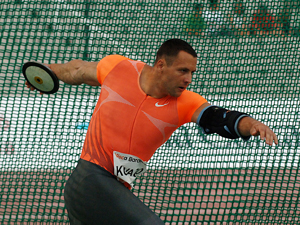
Mit 61,37 m schied Zoltán Kővágó in der Qualifikation aus
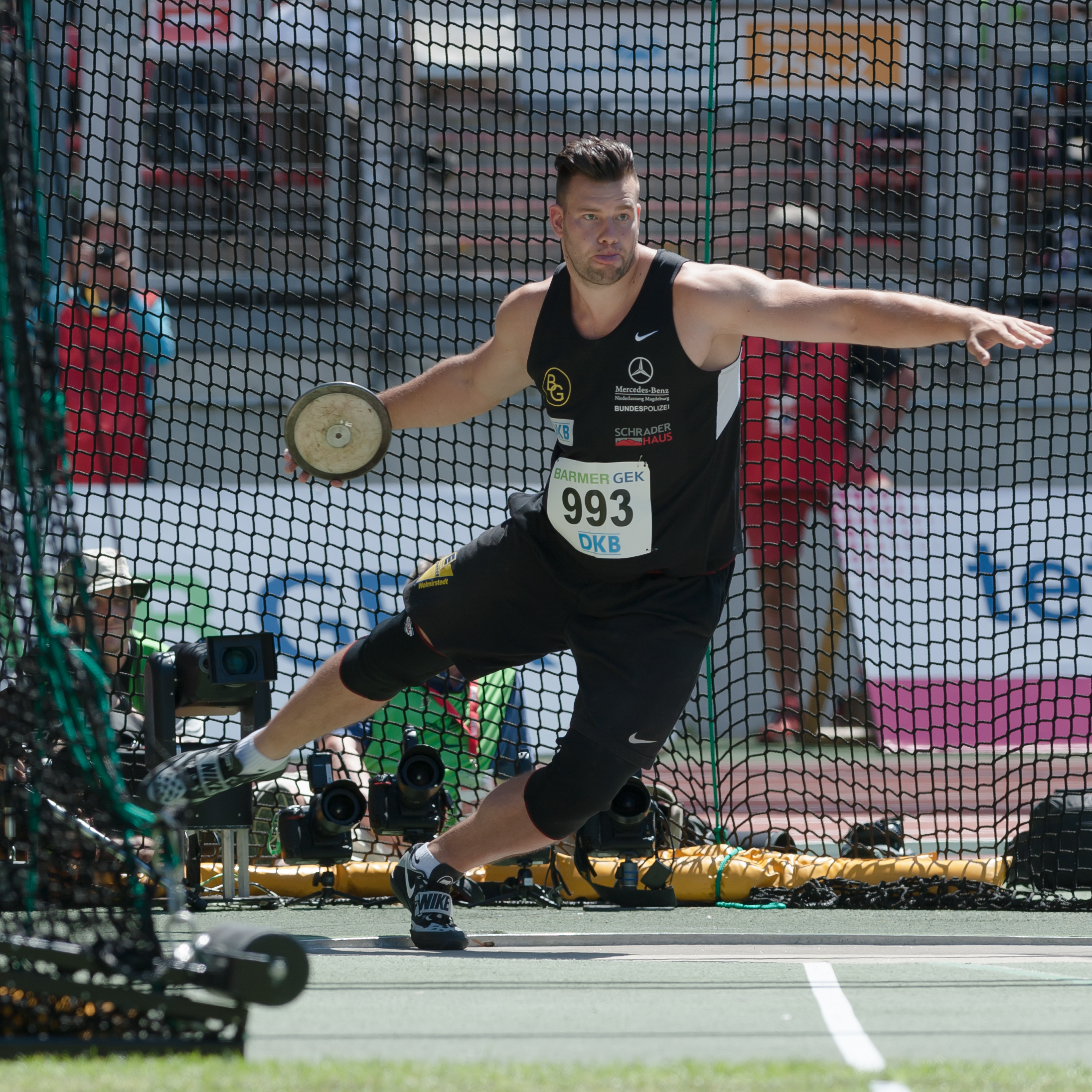
61,35 m waren für Martin Wierig zu wenig für die Teilnahme am Finale
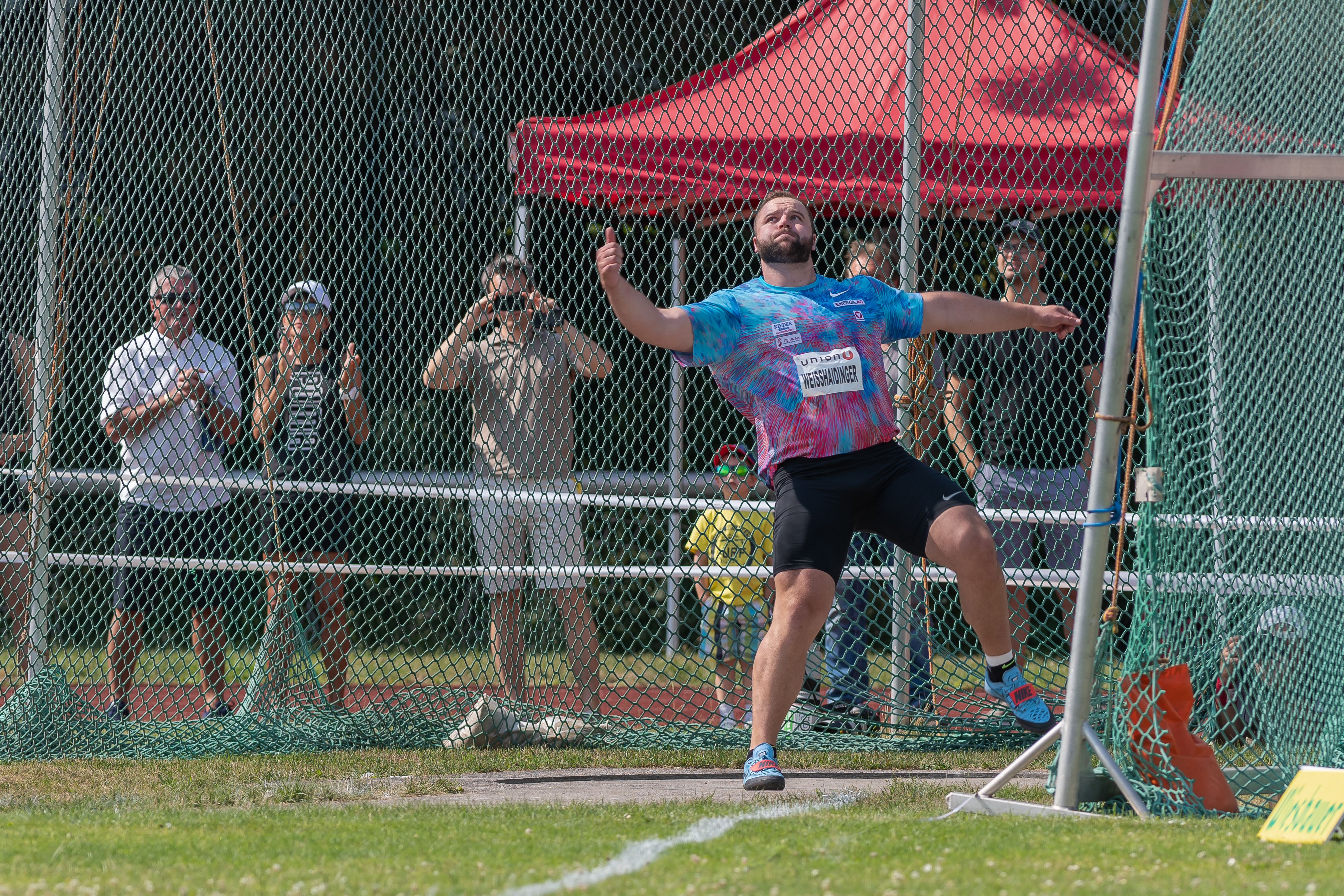
Lukas Weißhaidinger erreichte mit 61,26 m nicht das Finale
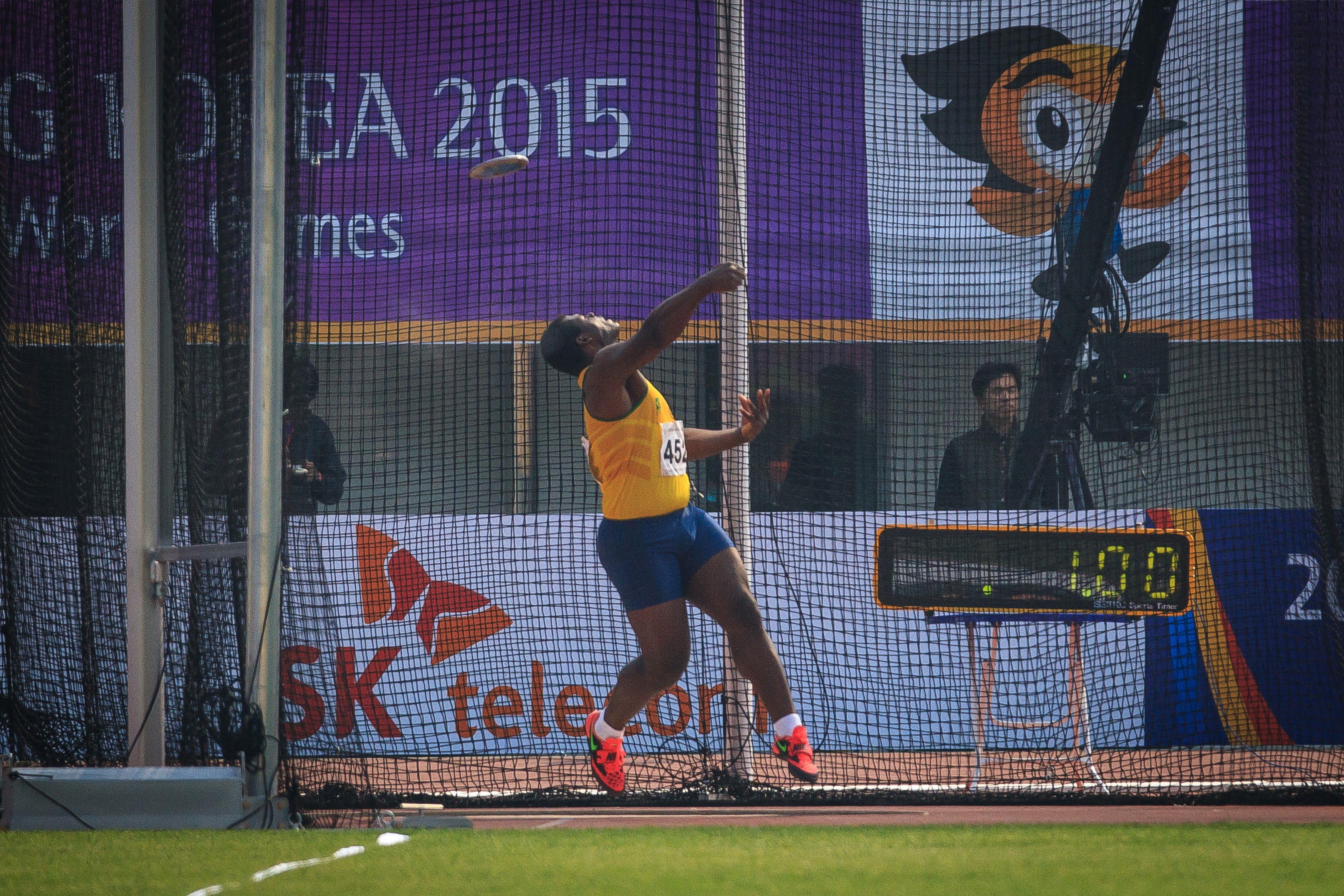
Ronald Julião schied mit 61,02 m in der Qualifikation aus

### Gruppe B
27. August 2015, 10:50 Ortszeit (4:50 MESZ)
| Platz | Athlet                  | Land        | 1. Versuch | 2. Versuch | 3. Versuch | Weite (m) |
| ----- | ----------------------- | ----------- | ---------- | ---------- | ---------- | --------- |
| 01    | Gerd Kanter             | Estland     | x          | 64,78      | 61,94      | 64,78     |
| 02    | Robert Urbanek          | Polen       | 62,97      | 64,23      | x          | 64,23     |
| 03    | Christoph Harting       | Deutschland | 64,23      | –          | –          | 64,23     |
| 04    | Mauricio Ortega         | Kolumbien   | 58,81      | x          | 62,54      | 62,54     |
| 05    | Benn Harradine          | Australien  | 60,75      | 62,48      | x          | 62,48     |
| 06    | Daniel Jasinski         | Deutschland | 57,65      | 61,53      | 61,70      | 61,70     |
| 07    | Chad Wright             | Jamaika     | 60,78      | 61,53      | 61,23      | 61,53     |
| 08    | Jason Morgan            | Jamaika     | 60,85      | 60,81      | 60,02      | 60,85     |
| 09    | Axel Härstedt           | Schweden    | 60,52      | x          | x          | 60,52     |
| 10    | Ehsan Hadadi            | Iran        | 60,39      | x          | x          | 60,39     |
| 11    | Alex Rose               | Samoa       | 57,78      | 59,07      | x          | 59,07     |
| 12    | Russell Winger          | USA         | 56,08      | 53,16      | 58,69      | 58,69     |
| 13    | Essa Mohamed al-Zankawi | Kuwait      | 58,44      | 58,68      | 57,64      | 58,68     |
| 14    | Lois Maikel Martínez    | Spanien     | 58,01      | 57,91      | x          | 58,01     |
| 15    | Jared Schuurmans        | USA         | 55,95      | 57,71      | 57,74      | 57,74     |
| 16    | Gerhard Mayer           | Österreich  | x          | 57,73      | x          | 57,73     |

In Qualifikationsgruppe B ausgeschiedene Diskuswerfer:

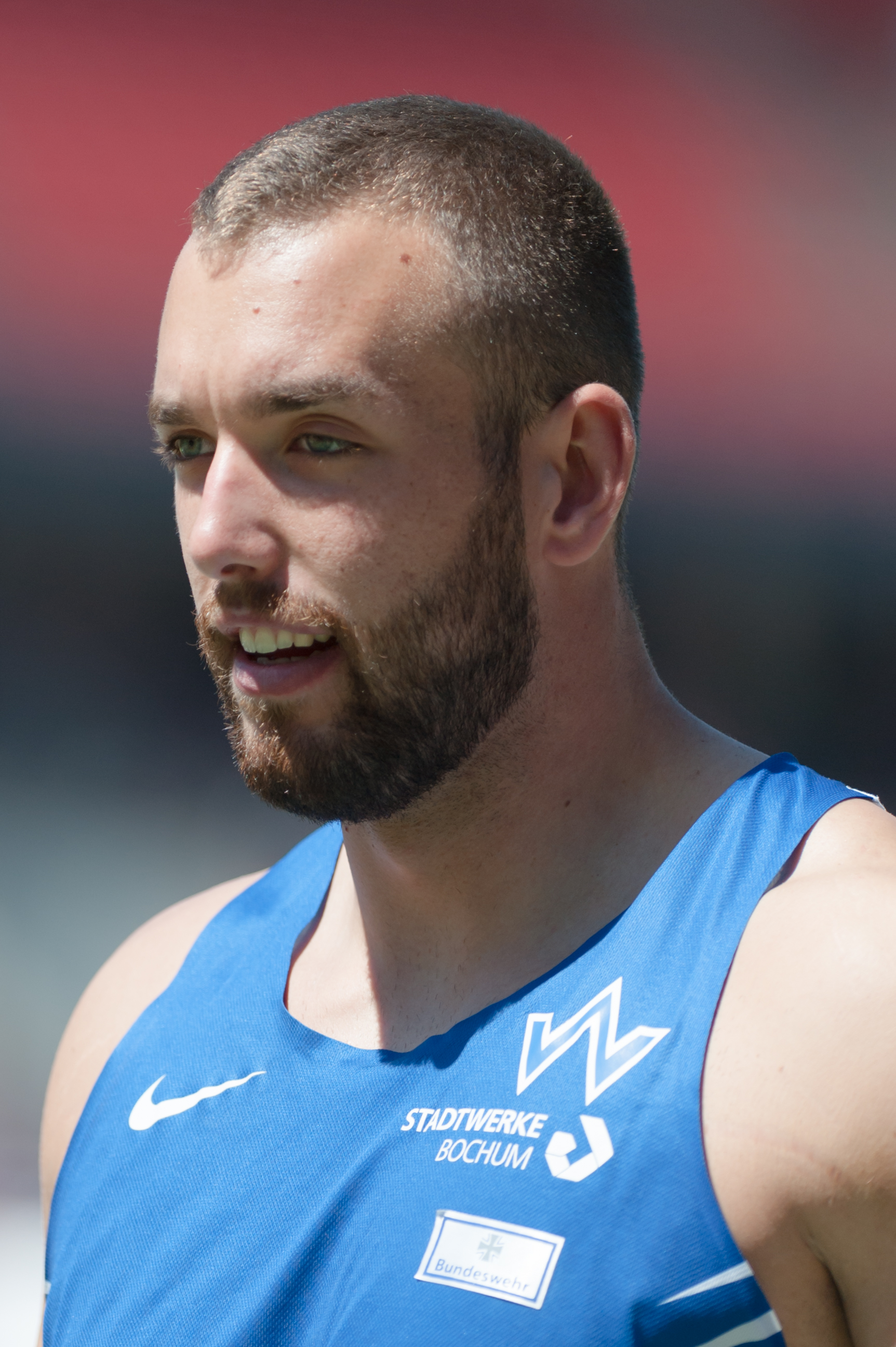
Daniel Jasinski erreichte mit seinen 61,70 m nicht das Finale
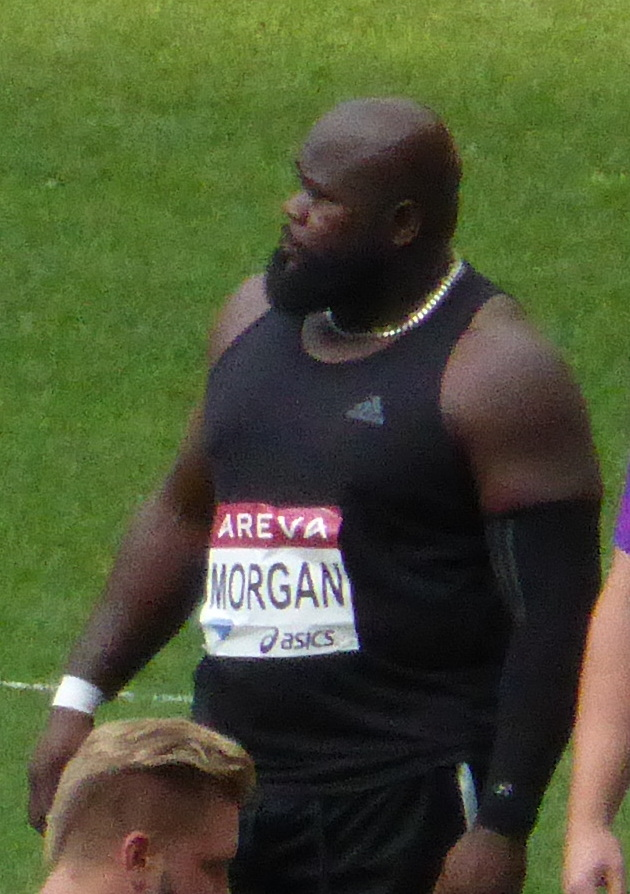
Mit 60,85 m scheiterte Jason Morgan in der Qualifikation
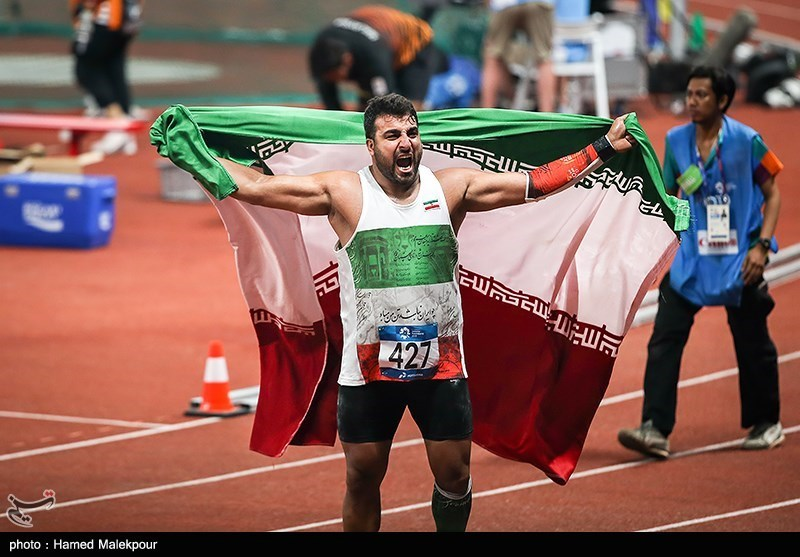
Mitfavorit Ehsan Hadadi erzielte 60,39 m und schied damit bereits in der Qualifikation aus
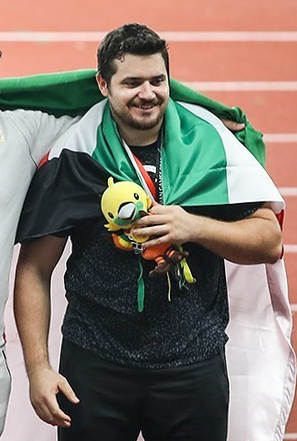
58,68 m waren für Essa Mohammed Al-Zankawi zu wenig für die Finalteilnahme
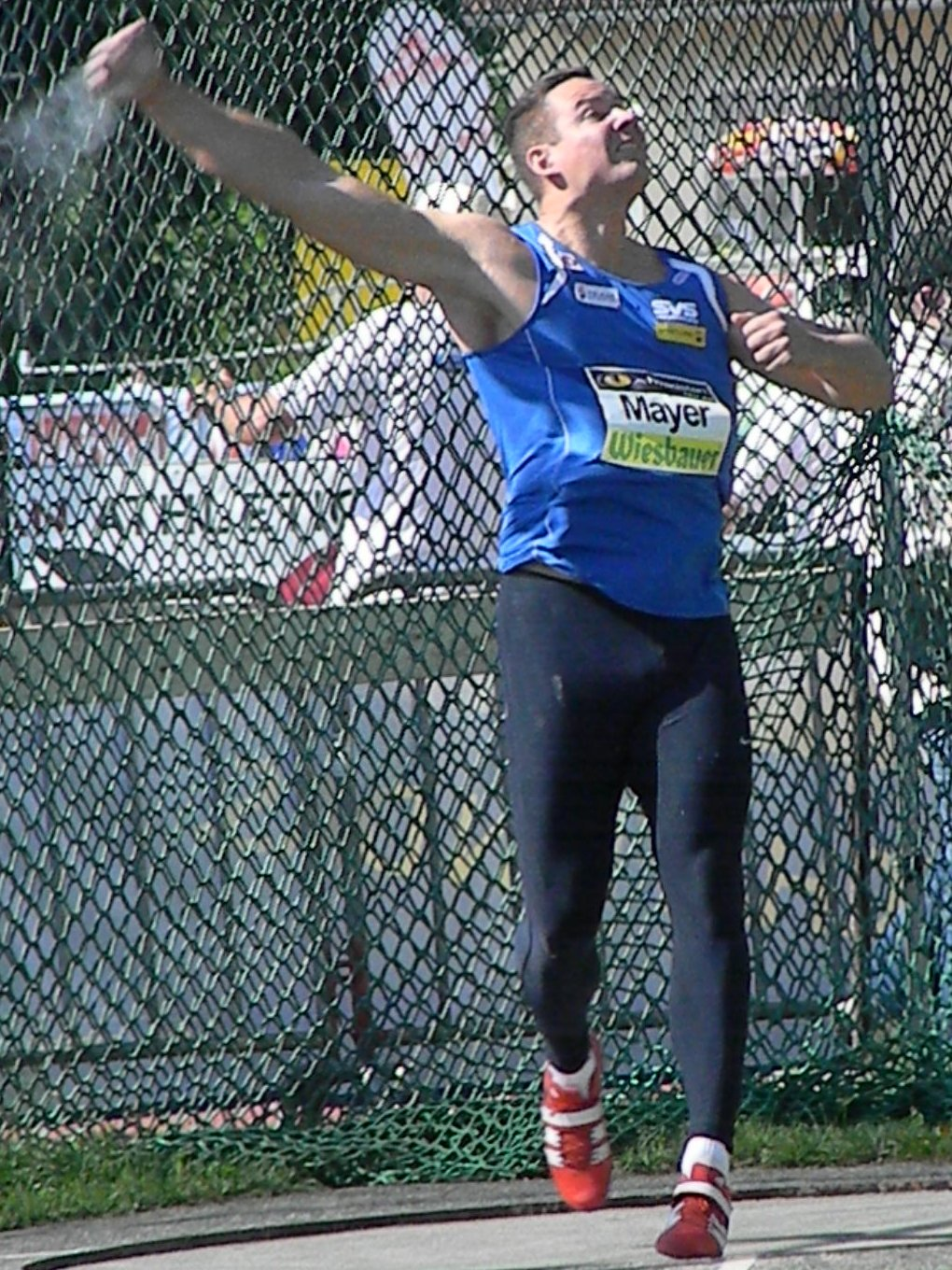
Gerhard Mayer – 57,73 m

## Finale

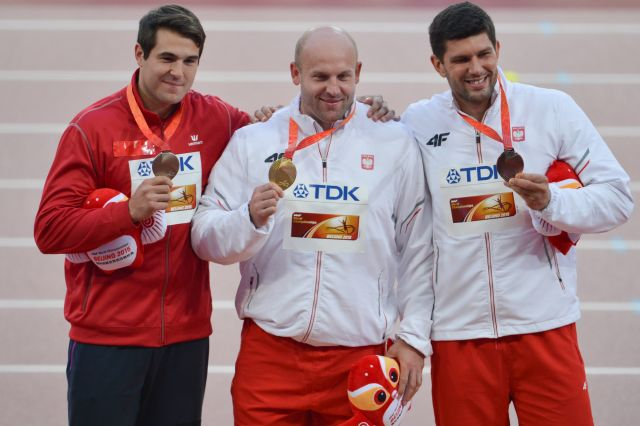
Diskus-Medaillengewinner (v. l. n. r.): Philip Milanov, Piotr Małachowski, Robert Urbanek

29. August 2015, 19:50 Uhr Ortszeit (13:50 Uhr MESZ)
Der in den Jahren ab 2009 in fast allen großen internationalen Meisterschaften siegreiche Deutsche Robert Harting musste bei diesen Weltmeisterschaften verletzungsbedingt passen. Aber es waren starke Werfer am Start. Zu den Favoriten gehörten vor allem der Pole Piotr Małachowski – Vizeweltmeister von 2009 und 2013 / Europameister von 2010, der Este Gerd Kanter – Olympiasieger von 2008, Olympiadritter von 2012, Vizeweltmeister von 2011 und Vizeeuropameister von 2012 / 2014, der iranische Olympiazweite von 2012 und WM-Dritte von 2011 Ehsan Hadadi sowie der polnische EM-Dritte von 2014 Robert Urbanek. Hadadi war allerdings mit zwei ungültigen Versuchen nach einem schwächeren ersten Wurf bereits in der Qualifikation ausgeschieden.
In Runde eins setzte sich Malachowski mit 65,09 m vor Kanter – 64,82 m – an die Spitze. Mit seinem zweiten Wurf steigerte Malachowski sich auf 67,40 m und sicherte seine Führung damit erst einmal ab. Dem Zyprioten Apostolos Parellis gelangen 64,55 m, womit er in der Zwischenwertung Dritter war. Mit 64,38 m verbesserte sich der Belgier Philip Milanov auf den zwischenzeitlich vierten Platz. Milanov stellte in seinem anschließenden dritten Versuch mit 66,90 m sogar einen neuen belgischen Landesrekord auf, was ihm Position zwei vor dem Finale der besten acht Werfer brachte. Auch dahinter gab es weitere Steigerungen und es war insgesamt eng im Kampf um die Medaillen. Kanter war nun Dritter mit seinen 64,82 m aus dem ersten Durchgang. Parellis folgte – 64,55 m aus Runde zwei, der Schwede Daniel Ståhl warf in seinem dritten Versuch 64,42 m, das war Platz fünf. Der Jamaikaner Fedrick Dacres war Sechster mit 64,42 m aus Runde eins. Urbanek, dem nun 64,14 m gelangen, belegte Rang sieben. Als Achter folgte noch der Deutsche Christoph Harting, Bruder des fehlenden Robert Harting, mit 63,94 m.
Im vierten Durchgang gab es weitere Verschiebungen. Urbanek warf 64,62 m und war damit Vierter hinter Kanter. Doch Ståhl schob sich mit 64,73 m zwischen die beiden. Urbanek steigerte sich mit seinem fünften Wurf noch einmal auf 65,18 m und verdrängte damit Kanter vom Bronzerang, den dieser seit Runde eins innehatte. Im letzten Durchgang hatte Harting, bis dahin Achter, einen weiten Wurf, der jedoch ungültig gegeben wurde. Harting beschwerte sich beim Kampfgericht, doch es blieb bei der Wertung. Die Betrachtung des Videos von diesem Wurf zeigt eindeutig, dass diese Entscheidung korrekt war. Der Deutsche hatte zwei Mal den Wurfkreisrand übertreten. Ansonsten gab es keine Veränderungen mehr, die Entscheidung war gefallen.
Piotr Malachowski wurde Weltmeister vor dem Überraschungszweiten Philip Milanov. Robert Urbanek hatte sich in Durchgang fünf Bronze gesichert, er lag 36 Zentimeter vor Gerd Kanter auf Rang vier. Nur neun weitere Zentimeter Rückstand hatte Daniel Ståhl als Fünfter. Achtzehn Zentimeter hinter Ståhl folgte Apostolos Parellis, der wiederum 33 Zentimeter Vorsprung vor dem siebtplatzierten Fedrick Dacres hatte. Auch Christoph Harting lag mit dreißig Zentimetern Rückstand auf Dacres nicht weit zurück. So trennten am Ende den Dritten lediglich 1,24 Meter vom Achten.
| Platz | Athlet             | Land        | 1. Versuch | 2. Versuch | 3. Versuch | 4. Versuch                             | 5. Versuch                             | 6. Versuch                             | Weite (m) |
| ----- | ------------------ | ----------- | ---------- | ---------- | ---------- | -------------------------------------- | -------------------------------------- | -------------------------------------- | --------- |
|       | Piotr Małachowski  | Polen       | 65,09      | 67,40      | 62,04      | 64,40                                  | 65,59                                  | 64,84                                  | 67,40     |
|       | Philip Milanov     | Belgien     | 60,06      | 64,38      | 66,90      | x                                      | 62,32                                  | 65,67                                  | 66,90 NR  |
|       | Robert Urbanek     | Polen       | 60,47      | 61,58      | 64,14      | 64,62                                  | 65,18                                  | x                                      | 65,18     |
| 04    | Gerd Kanter        | Estland     | 64,82      | 63,52      | 63,95      | 64,01                                  | 64,65                                  | x                                      | 64,82     |
| 05    | Daniel Ståhl       | Schweden    | 61,74      | 60,42      | 64,42      | 64,73                                  | x                                      | x                                      | 64,73 SB  |
| 06    | Apostolos Parellis | Zypern      | 63,20      | 64,55      | 63,63      | 63,46                                  | 64,39                                  | 62,66                                  | 64,55     |
| 07    | Fedrick Dacres     | Jamaika     | 64,22      | 59,80      | x          | 62,74                                  | 61,73                                  | x                                      | 64,22     |
| 08    | Christoph Harting  | Deutschland | 63,94      | 63,55      | x          | x                                      | x                                      | x                                      | 63,94     |
| 09    | Vikas Gowda        | Indien      | 60,28      | x          | 62,24      | nicht im Finale der besten acht Werfer | nicht im Finale der besten acht Werfer | nicht im Finale der besten acht Werfer | 62,24     |
| 10    | Benn Harradine     | Australien  | 58,15      | x          | 62,05      | nicht im Finale der besten acht Werfer | nicht im Finale der besten acht Werfer | nicht im Finale der besten acht Werfer | 62,05     |
| 11    | Mauricio Ortega    | Kolumbien   | 13,10      | x          | 62,01      | nicht im Finale der besten acht Werfer | nicht im Finale der besten acht Werfer | nicht im Finale der besten acht Werfer | 62,01     |
| 12    | Julian Wruck       | Australien  | 59,74      | 60,01      | 56,78      | nicht im Finale der besten acht Werfer | nicht im Finale der besten acht Werfer | nicht im Finale der besten acht Werfer | 60,01     |

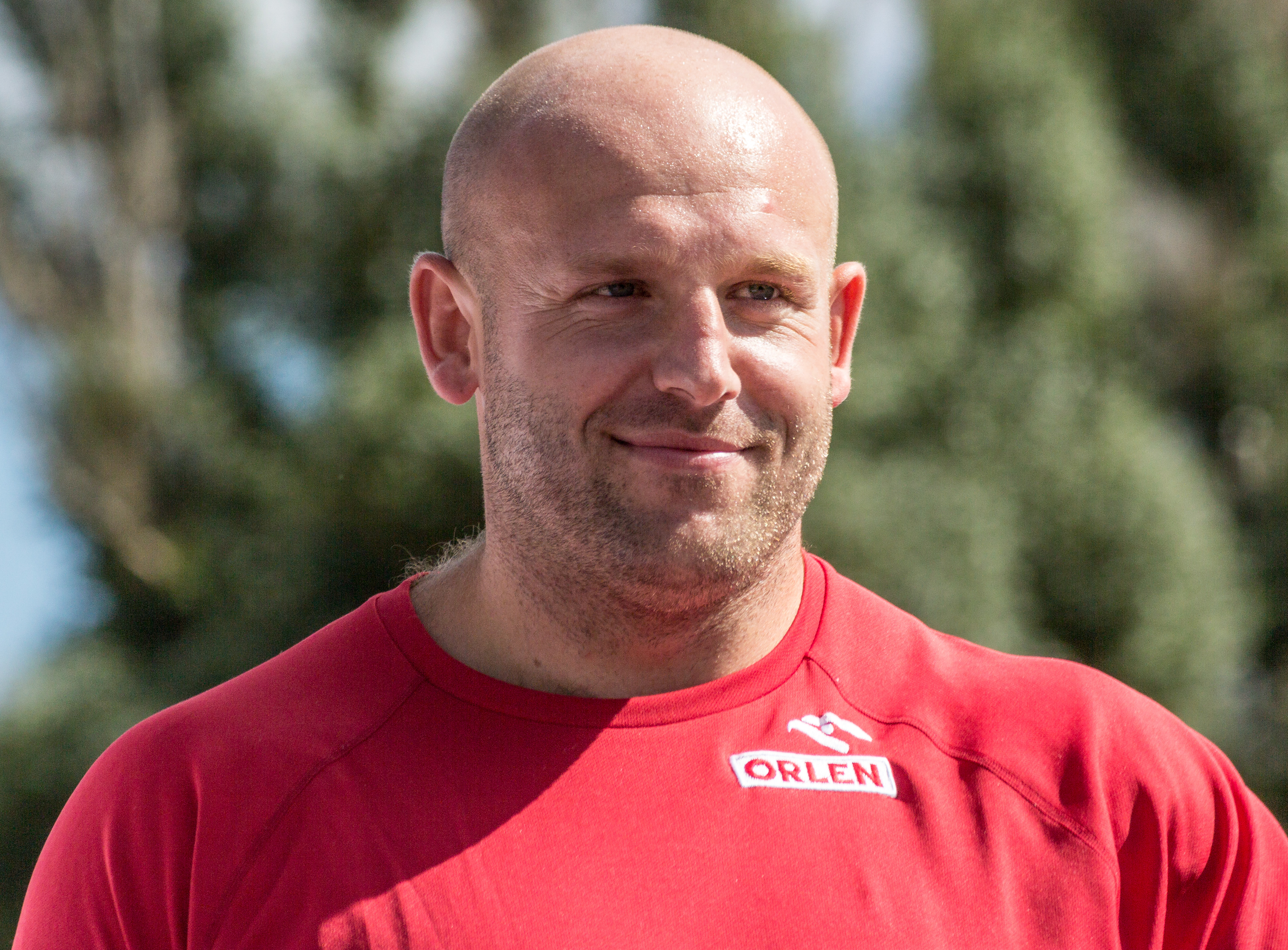
Weltmeister Piotr Malachowski
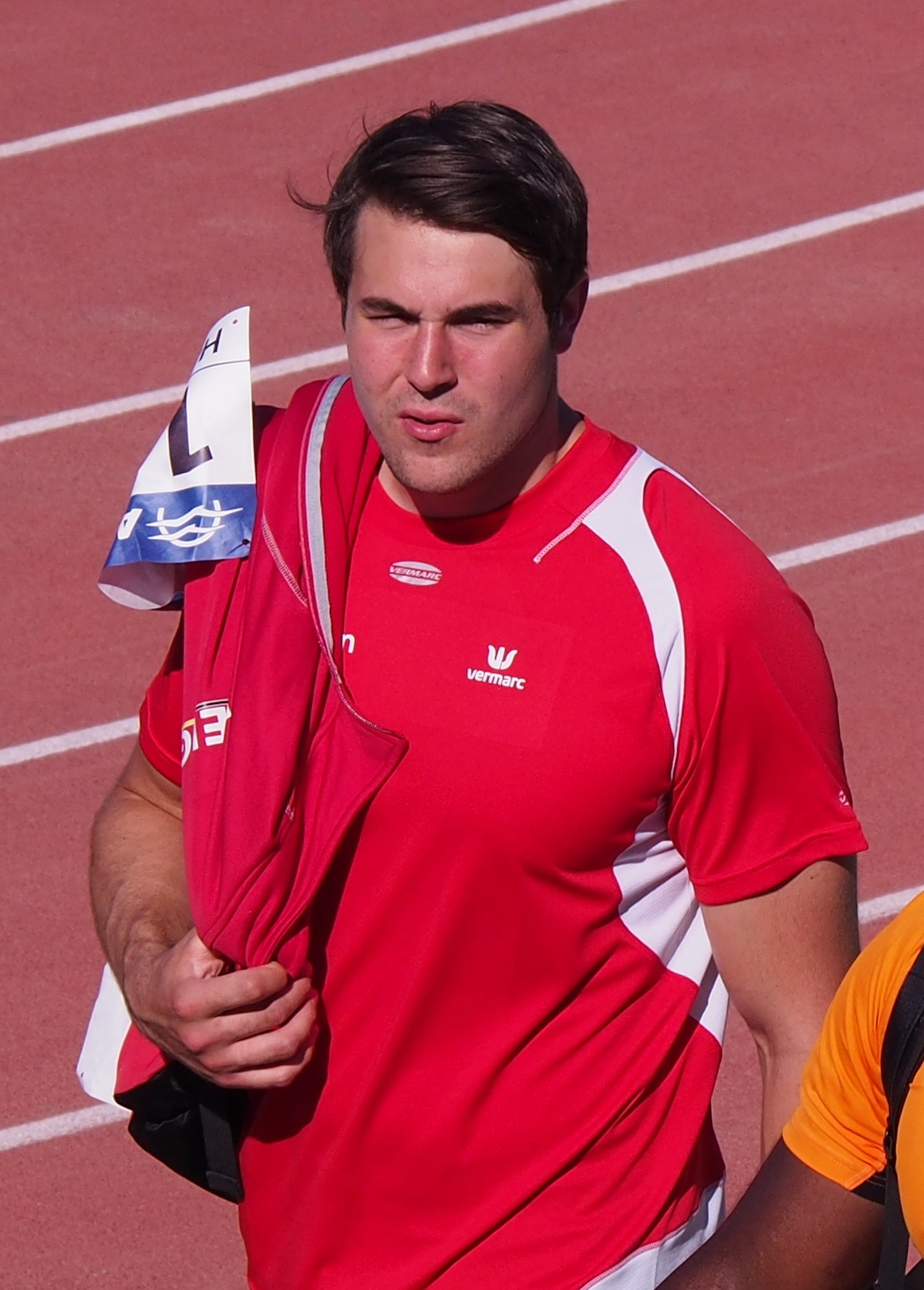
Der Überraschungszweite Philip Milanov
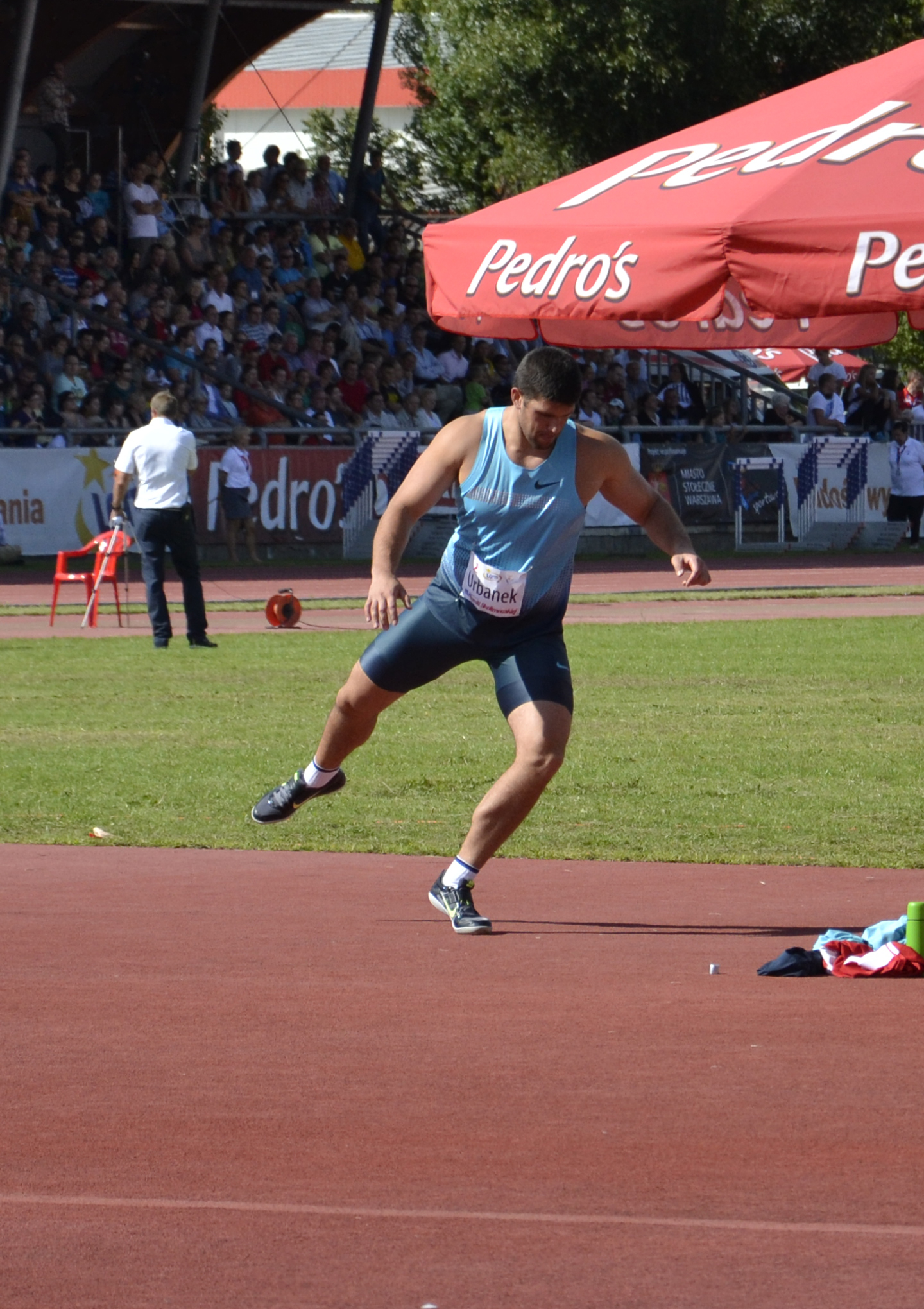
Bronzemedaillengewinner Robert Urbanek bei letzten Vorbereitungen zu einem Wurf

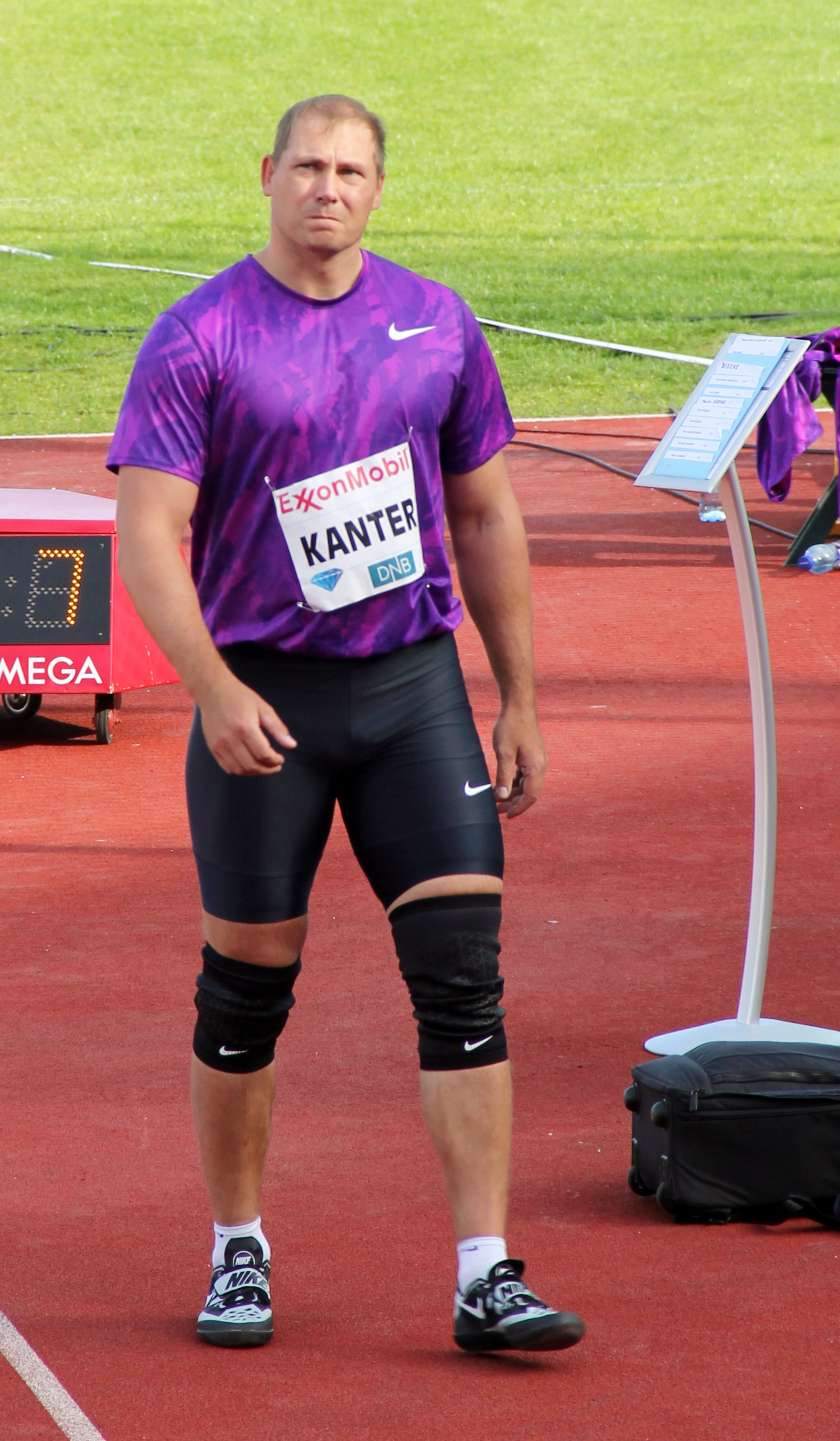
Gerd Kanter – unter anderem Olympiasieger von 2008 und Weltmeister von 2007 – Platz vier
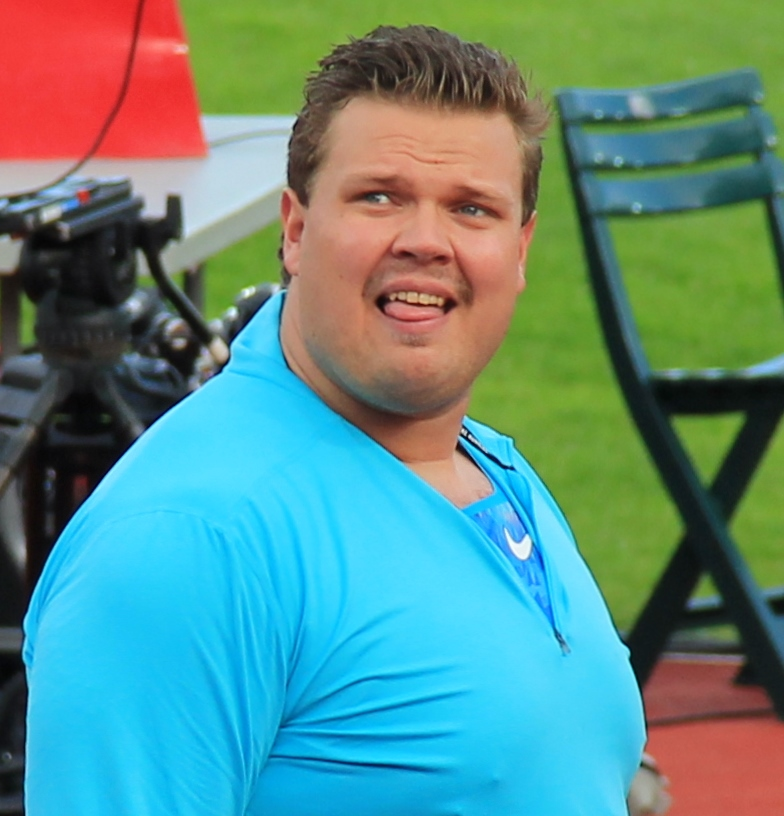
Rang fünf für Daniel Ståhl
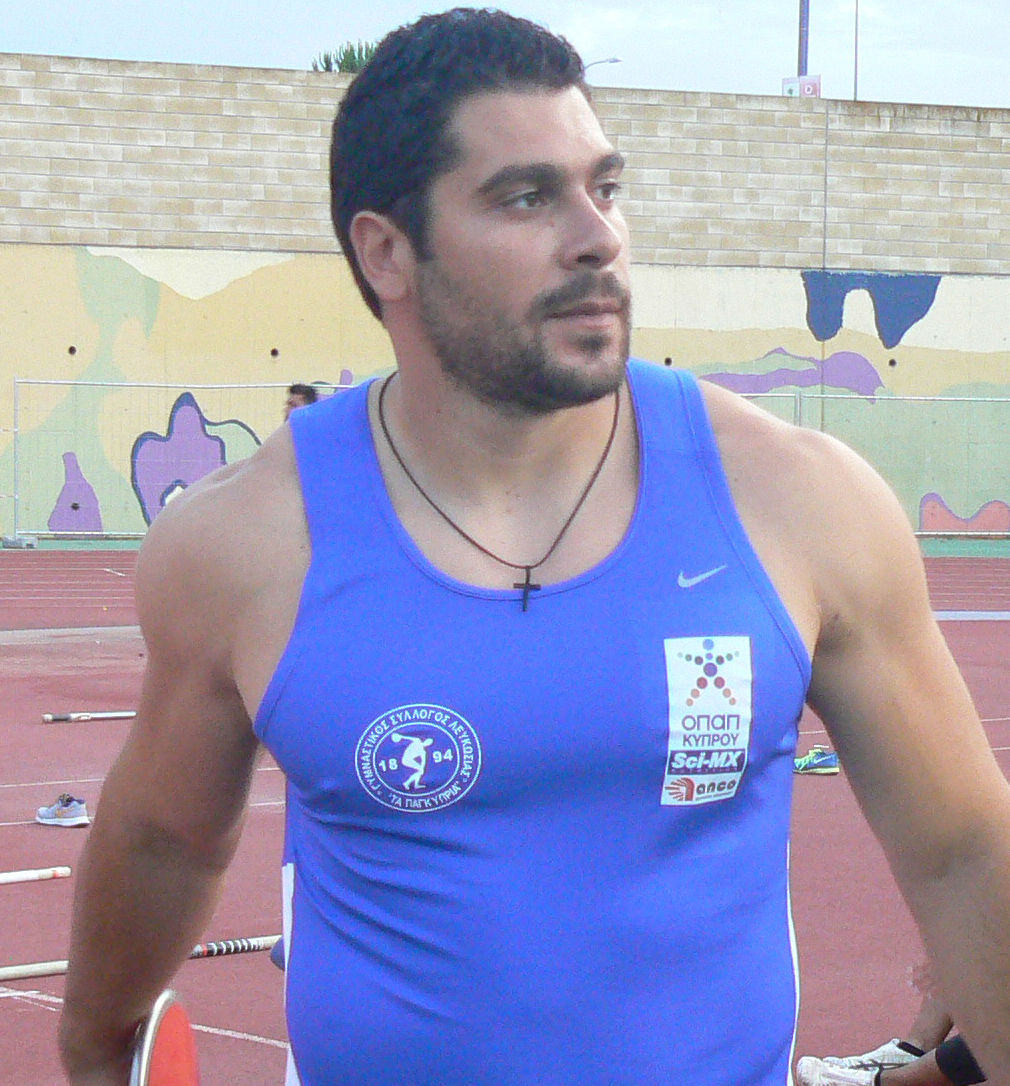
Apostolos Parellis wurde Sechster
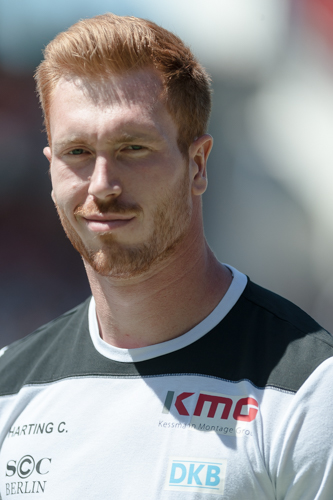
Christoph Harting kam auf den achten Platz
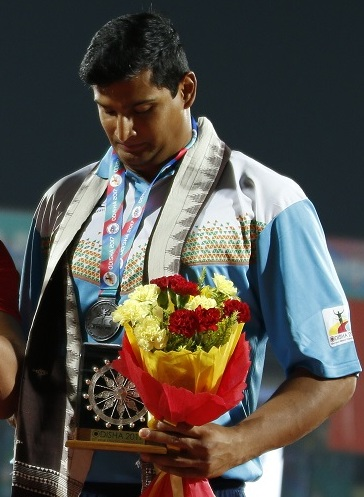
Vikas Gowda belegte im Finale Rang neun
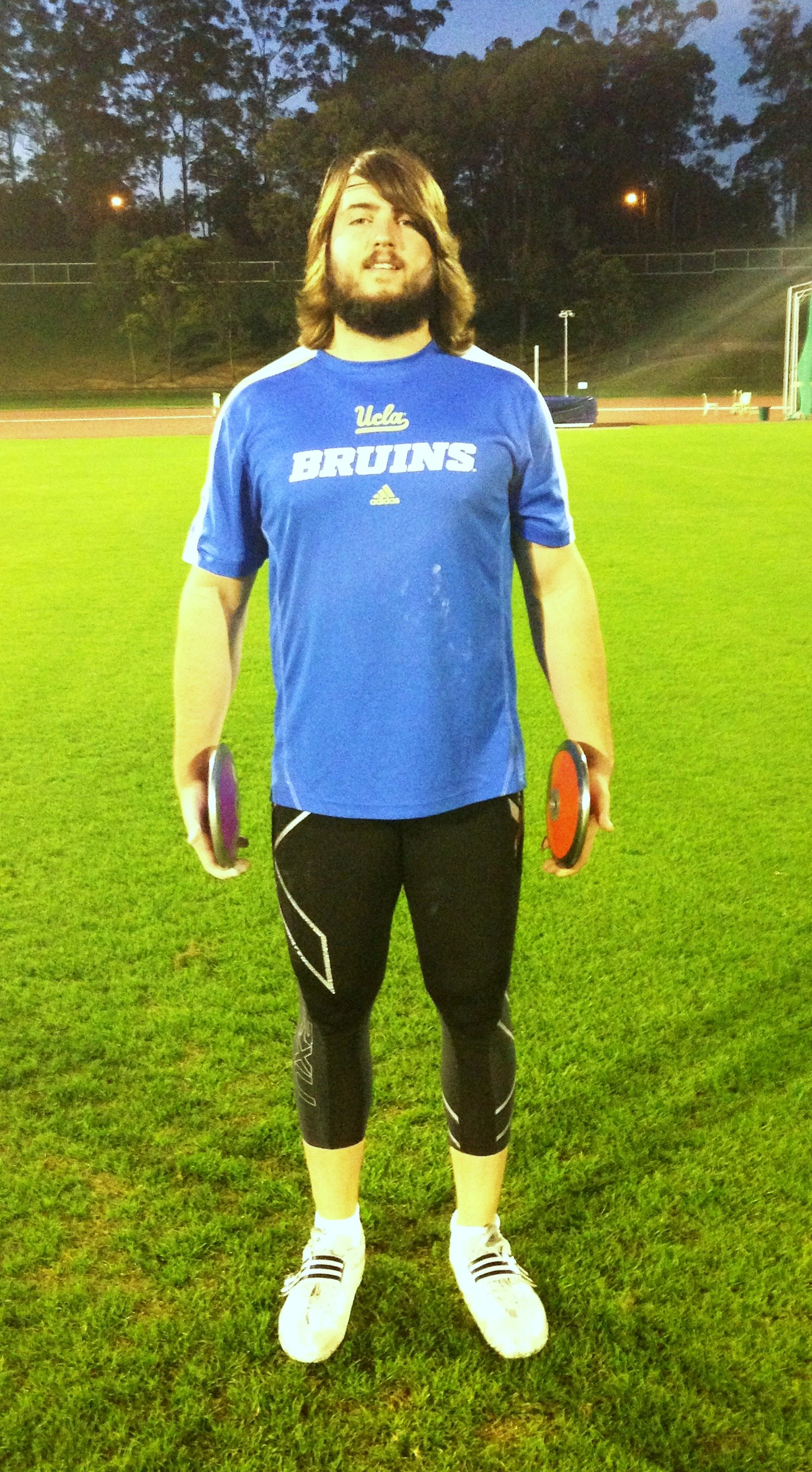
Julian Wruck erreichte den zwölften Platz

## Video
- Discus last round WC Beijing 2015, youtube.com, veröffentlicht am 29. August 2015, abgerufen am 16. Februar 2021